# Sofija Jovanović
Sofija Jovanović (ur. 1895 w Belgradzie, zm. 1979 tamże) – serbska bohaterka wojskowa, walczyła w czasie wojny bałkańskiej oraz I wojny światowej.

## Życiorys
Córka rzeźnika Antonije i Hristiny. W 1912 odbyła szkolenie wojskowe i wstąpiła do oddziału czetników, działającego w rejonie Kuršumliji. W 1913 trafiła do szpitala wojskowego z objawami zapalenia płuc. Wstąpiła do regularnej armii serbskiej zaraz po wybuchu I wojny światowej i ataku Austrii na Serbię. Broniła Belgradu w październiku 1915 przed armiami Niemiec i Austro-Węgier. Brała udział w odwrocie armii serbskiej przez Albanię (zima 1915–1916), a także w wyzwoleniu Belgradu w listopadzie 1918. W walkach straciła część stopy i została inwalidą.
Została nazwana „serbską Joanną D’Arc”. Otrzymała 13 medali za odwagę.